# Rodrigo Ortiz de Zárate
Rodrigo Ortiz de Zárate (Valladolid, Corona de España, e/ enero y febrero de 1549 – Buenos Aires, gobernación de Nueva Andalucía del Río de la Plata, septiembre de 1606) fue un militar, conquistador, colonizador y burócrata colonial español que como teniente de gobernador de Buenos Aires en forma intermitente por tres períodos entre 1581 y 1606, llegó a ocupar el cargo interino como gobernador rioplatense-paraguayo desde 1583 hasta 1584.

## Biografía hasta el viaje a la Sudamérica española

### Origen familiar y primeros años
Rodrigo Ortiz de Zárate había nacido entre los meses de enero y febrero de 1549 en la ciudad de Valladolid, en la entonces Castilla la Vieja que formaba parte de la Corona de España. El padre era el vizcaíno Juan Ortiz de Zárate (n. España, ca. 1505 - f. después de 1584) quien fuera cerero mayor y guardadamas de la reina consorte Ana de Austria, además de ser un agente en España de Alonso de Vera y Aragón "el Cara de Perro" y un homónimo de su sobrino el adelantado Juan Ortiz de Zárate, y la madre de Rodrigo era la también vizcaína Teresa de Peñaranda (n. España, ca. 1519).

### Encuentro con el tío adelantado y viaje a Sudamérica
Desde niño Rodrigo acompañaba a su padre en sus viajes junto a la Corte real y de esta manera iba adquiriendo buenas costumbres de cortesano, y con veinte años de edad fue a conocer a su primo Juan Ortiz de Zárate que había arribado a la ciudad de  Sevilla en marzo de 1569 para que el rey Felipe II de España ratificara su título de adelantado del Río de la Plata.
Finalmente el monarca confirmó el título de adelantado del tío el 10 de julio del mismo año, y embarcaron juntos años después hacia el Río de la Plata el 17 de octubre de 1572.

## Gobernador del Río de la Plata y del Paraguay y deceso

### Alcalde de Buenos Aires, teniente de gobernador e interinato

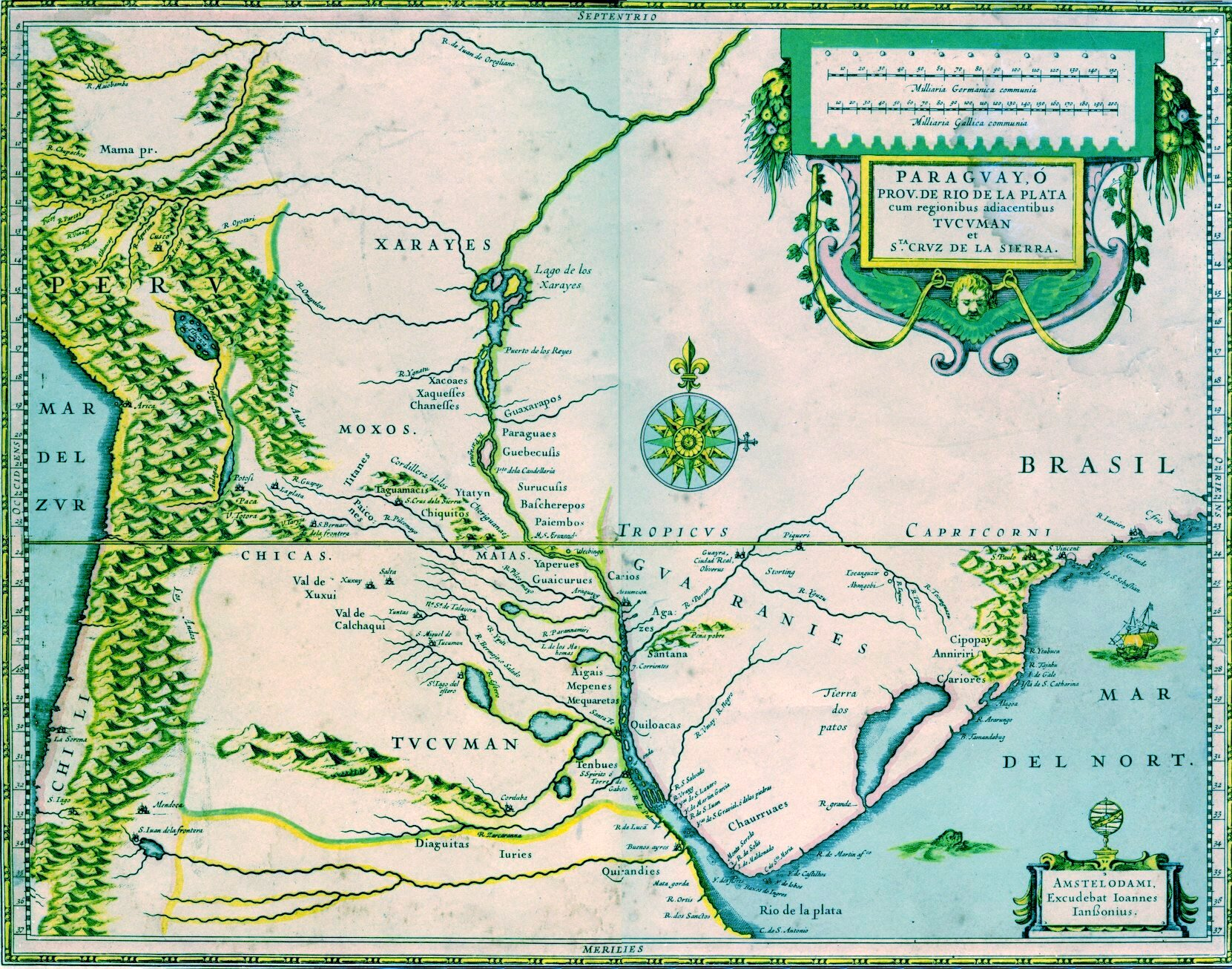
La gobernación del Río de la Plata y del Paraguay y otras entidades políticas del Virreinato del Perú (en un mapa de 1600).

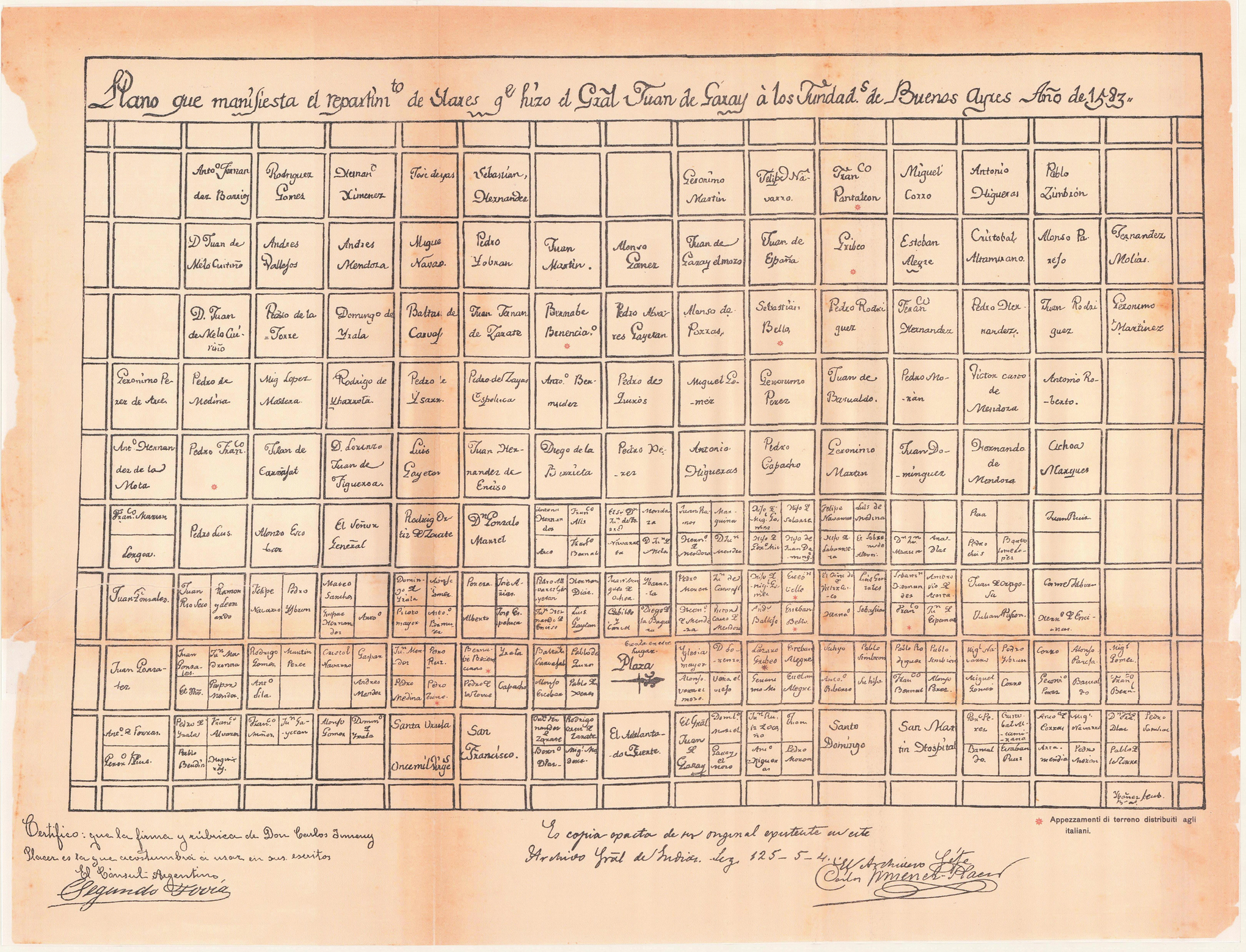
Parcelamiento de Buenos Aires por Juan de Garay (según Leyes de Indias de 1580).

Con el grado de capitán fue vecino fundador de la segunda Buenos Aires erigida por Juan de Garay el 11 de junio de 1580, quedando como primer Alcalde ordinario del Cabildo de Buenos Aires junto con Gonzalo Martel de Guzmán que lo era de segundo voto,
En el año 1581, Rodrigo Ortiz de Zárate sería asignado como primer teniente de gobernador de Buenos Aires y al mismo tiempo como teniente general de la gobernación del Río de la Plata y del Paraguay.
Fue lugarteniente del gobernador Garay en 1583, quien a su vez había remplazado en la gobernación al adelantado Juan Torres de Vera y Aragón pero al morir asesinado Juan de Garay en el mismo tiempo por el cacique Manúa —los guaraníes se sublevaron bajo el mando de Guayuzalo— que con sus aborígenes guerreros atacaron la ciudad de Buenos Aires, esta fue defendida por Ortiz de Zárate con éxito.
Fue elegido popularmente para ejercer en forma interina el mando de la gobernación en abril, hasta que llegase el nuevo titular nombrado por el adelantado.
De esta forma, lo sucedió Juan de Torres Navarrete en la gobernación, el día 16 de marzo de 1584, y lo terminó por confirmar en su puesto de primer teniente de gobernador de Buenos Aires.
Como la ciudad de Buenos Aires no tenía templo mayor, en el año 1586 ayudó al obispo Alonso Guerra y a un grupo de vecinos para construir uno, pero no frente a la plaza mayor fijado por Garay, lo que provocaría un pleito y el abandono de la ciudad por parte del obispo y del teniente de gobernador, con una sentencia contraria al emplazamiento del templo fechada el 8 de agosto de 1591.
Volvió a ser nombrado teniente de gobernador de Buenos Aires durante la segunda mitad del año 1606.

### Fallecimiento
El teniente de gobernador Rodrigo Ortiz de Zárate fallecería en el mes de septiembre de 1606 en la ciudad de Buenos Aires. El 19 de octubre del mismo año, al medir las tierras de sus herederos —adjudicadas por Juan de Garay a Ortiz de Zárate— realizado por Francés de Beaumont y Navarra, el capitán Francisco de Salas, Miguel del Corro, el escribano público y del cabildo Francisco Pérez de Burgos, además de regidores y diputados, corroboraron que eran las certeras.

## Matrimonio
El capitán Rodrigo Ortiz de Zárate se unió en matrimonio en la ciudad de Buenos Aires con Juana de Torres (n. Asunción, ca. 1560) la hija del capitán Juan de Ortega, teniente de gobernador general de Asunción desde 1556 hasta 1569.